# Rituale im Sport
Rituale im Sport werden beispielsweise beim Betrachten eines Volleyballspiels sichtbar. Der Athlet trippelt den Ball genau 3 Mal vor dem Aufschlag; nach jedem Punkt gehen die Spieler in der Gruppe zusammen, sie schlagen ein, auch wenn jemandem ein Fehler passierte. Die Mannschaft scheint mit nahezu jedem Ritual zu demonstrieren, dass sie eine Einheit ist.
Nach Michael Krüger lassen sich in allen Bereichen des Sports die wesentlichen Merkmale ritueller Handlungen vormoderner Stammeskulturen erkennen. Hierzu sind folgende Parallelen zwischen dem modernen Sport und den ursprünglichen Riten feststellbar: Beide bringen mythische Themen zum Ausdruck, verstärken auf symbolische Weise die Gruppennormen, fordern von den Beteiligten eine korrekte Ausführung ihrer Aufgaben, und sie finden beide in einem „magischen Kreis“ statt.
Für viele Athleten, welche sich in anderen Lebensbereichen eher sachlich und nüchtern verhalten, spielen magische Rituale, selbst in Form von extremen und unlogischen Handlungen, eine bedeutende Rolle. Wichtig ist nur, dass die Betreffenden an eine solche übernatürliche Verbindung zwischen der Durchführung der Rituale und dem Ausgang des Wettkampfes glauben. Sportrituale treten in der heutigen Zeit überall dort auf, wohin der institutionalisierte Sport bisher vorgedrungen ist – sie laufen immer nach dem gleichen Muster ab. Für Rituale, welche sich jenseits institutionalisierten Sporttreibens für Athleten und Anhänger ausgebildet haben, liegt keine funktionale Bedeutung vor. Der Wert liegt nicht darin, dass eine sportliche Ausführung gut ausfällt oder misslingt, ihre Bedeutung ist eher eine magische. Sie setzen den Glauben voraus, dass sie zusätzliche Kräfte übernatürlicher und magischer Art freisetzen oder störende Einflüsse verhindern können. Das Auslassen eines Rituals wäre demzufolge gleich dem Ausbleiben magischer Kräfte.

## Abgrenzung von Sitte, Gewohnheit und Ritualisierung
Das Ritual kann von den Begriffen wie der Gewohnheit oder der Sitte abgegrenzt werden, obwohl diese Grenzen manchmal ineinander zu fließen scheinen. Wenn vorgeschriebene Handlungen einem unmittelbaren Zweck dienen (instrumentelle Handlungen), spricht man nicht von Ritualen, sondern von Gewohnheiten. Sie entstehen, da sie ökonomisch sind und weniger Kraftaufwand bedeuten. Rituelle Handlungen dagegen dienen der Verbildlichung sowie der Symbolisierung (expressive Handlungen). Sofern einer Begrüßungsgeste noch keine symbolische Inszenierung unterliegt, wie zum Beispiel beim Händeschütteln der gegnerischen Kapitäne vor einem Spiel, so wird von einer Sitte gesprochen. Eine Sitte bezieht sich auf eine Tradition oder Gewohnheit, welche auf moralischen Werten oder Regeln basiert. Ist der Zweck der Gewohnheit vergessen, aber wird er dennoch aus Ehrfurcht beachtet, so wird die Gewohnheit zu einem Ritual. Soziale Umgangsformen und Gepflogenheiten erleichtern die Kommunikation und das Miteinander.

## Rituale der Athleten im Umfeld des Wettkampfes

### Magische Praktiken und Gegenstände
Dort wo auch Athleten sind, findet man in den verschiedensten Art und Weisen magisch-religiöse Praktiken. Der Glauben und die Handlungen variieren sehr stark: Von Gruppen- und Individualpraktiken über bizarre Rituale erstreckt sich eine vielseitige Bandbreite des „magisch-religiösen Reichs“.
Womack unterscheidet zwischen drei Ritualtypen im Sport: Zum einen die Initiationsriten, welche die Art und Weise der Aufnahme und Anbindung an die Gruppe bewirken. An zweiter Stelle stehen die Vorbereitungsriten, diese zielen genau darauf ab, den Ausgang eines bevorstehenden Ereignisses in die gewünschte Richtung zu lenken. Jene werden von Womack nochmals in „day-of-the-game rituals“ (Rituale werden über den gesamten Wettkampftag ausgeführt), „pregame rituals“ (Rituale werden zwischen der Ankunft im Stadium und dem Beginn des Wettkampfes vollzogen) und in „activity-specific rituals“ (Rituale werden während des Wettbewerbs durchgeführt) unterteilt. Vorbereitungsriten lassen sich soziologisch nicht erklären, da sie vom Athleten individuell und alleine erbracht werden. Der dritte Ritualtyp nach Womack ist der Schutzritus. Sie dienen gemeingültig dazu, die Unsicherheit vor dem Unbestimmten und Unvorhersehbaren zu nehmen.
In der ersten Hälfte des 20. Jahrhunderts führten die meisten Sportler, darunter vermehrt Rennfahrer und Piloten, magisch-„abergläubische“ Praktiken durch. Ein Grund liegt darin, dass die Technik zu diesem Zeitpunkt noch nicht genügend ausgereift war und das Risiko der Menschen viel größer gewesen ist. Gerade in den häufigen Unglücksfällen aus den Anfangszeiten gewisser Sportarten liegt ein Großteil des Sportaberglaubens begründet. Aberglaube tritt verstärkt in Situationen zum Vorschein, in denen Unsicherheitsgefühle, hoher psychologischer Stress und niedrig wahrgenommene Kontrollfähigkeit herrschen. Das sind Situationseigenschaften, die besonders auf leistungsbezogene Situationen zutreffen. Abergläubische Rituale haben keinen unmittelbaren Zweck, sie entstehen meist spontan und geben dem Athleten möglicherweise das Gefühl, einen Einfluss auf den Zufall bzw. das Glück zu haben. In der heutigen Zeit beruht das Vertrauen der Sportler auf der Technik (Auto, Flugzeug, Boot) und auf der eigenen Geschicklichkeit und Kraft, aber auch zusätzlich auf abergläubischen Handlungen, welche keinen rationalen Zusammenhang mit der sportlichen Leistung aufweisen. Sie erzeugen jedoch indirekt z. B. ein Gefühl der Sicherheit. Die Grenzen zwischen Aberglauben und Glauben verschwimmen, wenn Athleten einzelnen Ritualen, Gesten oder Gegenständen unterschiedliche (positive, negative) „Vitalkräfte“ zuschreiben, wie dies am Beispiel eines Maskottchen zu erkennen ist. Ein weiteres Beispiel liefern Sportler, wenn sie ihre religiösen Gefühle öffentlich durch Niederknien, Beten oder Bekreuzigen bekunden, hierzu zählen rein individuelle Äußerungen nicht zu allgemeinen religiösen Kundgebungen.
Die Art und Form der Glücksbringer umfasst so ziemlich alles, was man sich vorstellen und mitbringen kann: bestimmte Personen, Tiere, Pflanzen, gedrückte Daumen, Mützen, die Sportgeräte- und materialien selbst und auch traditionelle Glücksbringer, wie Hufeisen und religiöse Accessoires. Glücksbringer sind dann solche, zu denen ein spezielles persönliches Verhältnis besteht.

### Gesten

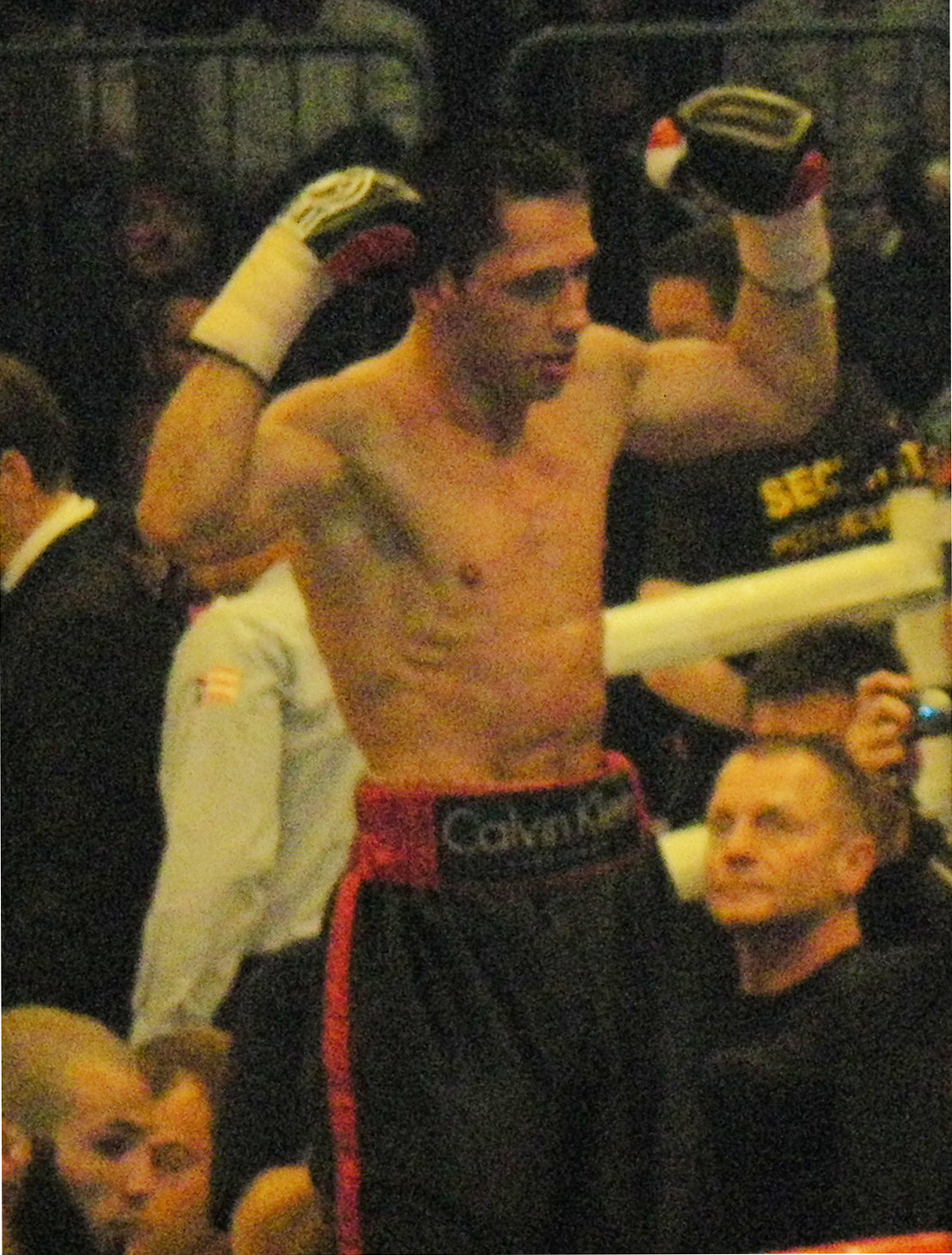
Felix Sturm nach dem Kampf gegen Giovanni Lorenzo 2010

Ein großes Ausmaß an Erfolgs- und Siegesgesten hat im Bereich Sport Einzug gehalten, die prinzipiell die gleiche Symbolik tragen: Überlegenheit und Sieg. Ein weit verbreitetes Zeichen ist z. B. die geballte Faust in Hüfthöhe oder die Körperverlängerung durch die beiden zu einem „V“ in die Luft gestreckten Arme (bestehende Ähnlichkeit mit der Orantenhaltung). Solche Zeichen lassen den Athleten gegenüber dem Gegner größer und stärker erscheinen, zudem werden sie dadurch dem Publikum auffälliger in den Situationen, in den sie gesehen werden möchten. Armbewegungen dieser Art, die Triumph und Beten ausdrücken, kommen überall auf der Welt vor und gehen wahrscheinlich über jedes kulturelle Lernen weit hinaus. Ein selbstverständliches Ritual unter Sportlern ist, dem gewinnenden Gegner zu gratulieren. In keinem anderen Gesellschaftsbereich bietet sich so häufig die Gelegenheit zu ritualisierten Gratulationen wie im Sport, vor allem im Wettkampfsport. Jene nehmen gerade in körperlich harten Disziplinen eine friedensstiftende Position ein. Ein weiteres Zeichen der Hochachtung gegnerischer Mannschaften, welches die Wutausbrüche und Härten verschwinden lässt, ist der Trikottausch – er ist die einzige spontane Handlung, um Achtung und Freude gegenüber seinem Kontrahenten auszudrücken.
In gewissen Sportarten, wie beispielsweise im Fußball, küssen einige Sportler den Boden vor Betreten des Platzes. Dieses Verhalten erinnert an die Geste des Papstes, wenn er direkt nach der Landung in einem Gastland den Boden küsst. Diese und noch viele weitere ritualisierte Gesten sind in mehr oder weniger übersteigerter Form theatralisiert und entstellen deren althergebrachte Bedeutung.

## Rituale der Athleten vor und nach den Wettkämpfen
Bei einer Vielzahl von Athleten zählen Rituale zum Repertoire des Wettkampfverhaltens. Einige davon werden schon lange vor dem Wettkampf im Training praktiziert, andere Rituale werden bis unmittelbar vor dem Wettkampf aufgehoben. Athleten sind besonders häufig Situationen mit großem Druck und hoher Unsicherheit ausgesetzt. Viele Personen sehen bei der Leistungserbringung zu und sie stehen oft in der öffentlichen Aufmerksamkeit. Die Leistung in einem Wettkampf kann darüber entscheiden, ob sie z. B. Fördergelder erhalten, in den Elitekader kommen oder von den Medien positiv bzw. negativ beurteilt werden. Zudem haben Athleten nur eine begrenzte Anzahl an Möglichkeiten, ihre Leistung zu erbringen bzw. zu demonstrieren. Rituale können hierbei helfen, Gefühle der Kontrollierbarkeit und Vorhersagbarkeit in stressigen und zum Teil unkontrollierbaren Situationen zu schaffen. Sie helfen, die emotionale Stabilität aufrechtzuerhalten, damit die Athleten besser mit der Anspannung und dem Stress umgehen können. Rituale in festgesetzter Sequenz laufen häufig am Vortag des Wettkampfes ab. Hierzu zählen unter anderem die Einhaltung des genau vorgeschriebenen Weges zum Austragungsort und die Einnahme bestimmter Mahlzeiten zu immer denselben Zeiten. Manch ein Athlet rasiert sich ein paar Tage vor dem Wettkampf nicht mehr und meidet Personen, die ihm seiner Meinung nach Unglück bringen könnten. Ein anderes Beispiel geben viele Läufer in den letzten Minuten vor dem Start, in dem sie einen genauen Ablaufplan vollziehen, der auf keinen Fall unterbrochen werden darf. Während dieser Zeit halten sie jegliches Gespräch von sich fern. Der Erfolg wird im Vorhinein regelrecht beschworen; Logik und Rationalität werden dabei meistens vernachlässigt. Jedoch haben sportwissenschaftliche Erkenntnisse nichtsdestoweniger Einfluss auf den bevorstehenden Wettkampf. Die bei Testläufen und Testspielen erreichten Werte bedeuten viel mehr, als nur eine sachliche Rückmeldung auf den Leistungsstand. Solche Tests dienen dem Athleten regelrecht als Orakelfunktion, die die Angst vor möglichen Misserfolg nehmen soll. Hinzukommend suchen einige Sportler nach Vorab-Ausreden, falls der erwünschte Erfolg ausbleibt. Diese sollen den Erfolg herstellen, indem man von ihm ablenkt – sie besitzen somit eine Doppelfunktion.
Stellt sich der erhoffte Erfolg im Wettkampf letztendlich ein, lassen sich bei den Sportlern eine große Vielfalt an Erfolgsritualen beobachten. In die Reihe der Siegesrituale gehören unter anderem das Drehen von Ehrenrunden sowie die Siegesfahrt nach Rückkehr in die Heimatstadt. Dieser Aufzug führt dann oft zum feierlichen Empfang ins Rathaus. Diese Inszenierung spiegelt die vereinfachte Form eines antiken römischen Triumphzuges wider, bei dem der siegreiche Feldherr auf einem vierspännigen Triumphwagen durch einen der Triumphbögen in die Stadt einzog.

## Trophäen und Pokale, Wappen und Embleme
Wie jede traditionelle Stammeskultur, der neuzeitliche Staat und die Kirche besitzen auch Sportclubs und -vereine ein offizielles Emblem. Es ist in der Regel durch Copyright geschützt und hat die Bedeutung eines Totems. Es tritt mitunter in Tiergestalt auf und repräsentiert die ganze Tiergattung. Es hat die Funktion eines mit übernatürlichen Kräften ausgestatteten Helfers; das Emblem soll positive Macht konzentrieren und Schutz gewähren. Wie einen magischen Talisman führen die Fans ihre Vereinssymbole bei wichtigen Wettkämpfen mit sich. Das Emblem ist gewissermaßen ein unverwechselbares Erkennungszeichen, mit dem Anhänger ihre Zugehörigkeit und Loyalität zu ihrem Land bzw. Verein zum Ausdruck bringen. Das Identitätsmerkmal erscheint auf den unterschiedlichsten Gegenständen: Wimpeln, Fahnen, Programmen, T-Shirts und noch viele weiteren. Auf Spielkleidungen ist das Emblem in der Regel auf der linken Brusthälfte, direkt über dem Herzen zu finden.
In der Geschichte des Fußballs haben die Embleme mehrere Phasen durchlaufen. In den Anfangszeiten übernahmen viele Clubs das Wappen ihrer Ortsgemeinde. Aufgrund der Entstehung von einer Vielzahl an Vereinen in den einzelnen Städten, wurde später nach einer Alternative für das Ortswappen gesucht. Es wurde nach neuen Sinnbildern gesucht. Jeder Fußballclub wollte ein ihm gehörendes Zeichen besitzen. Ein weiterer Grund für die Suche eines neuen Symbols war, dass viele alte Wappen zu kompliziert und zu filigran für deren Nutzung als leicht wiederzuerkennendes Emblem waren.
Neben den Emblemen und Wappen, die den Kampfgeist und die Vereinsemotionen freisetzen sollen, gibt es Trophäen und Pokale.
Nach Morris leitet sich das Eroberungsritual des Siegerpokals aus dem Verhalten der männlichen Urzeitjäger ab. Jene gaben, mit der Rückkehr der getöteten Jagdbeute, das Signal eines bevorstehenden Stammfestes. Erfolgreiche Krieger der Antike hingegen hängten ihre Beutestücke nach einer gewonnenen Schlacht zur Erinnerung an diese glorreiche Tat auf. Die glänzenden Pokale und Medaillen symbolisieren für den verhinderten Jäger die Beute, die er als krönenden Höhepunkt seiner mühsamen Verfolgung erhält. Der Pokal wird oft als ein Symbol überströmender Fülle angesehen; in ritueller Verwendung enthalten sie nicht selten einen Trank, der Unsterblichkeit verleihen soll. Wie der Gral gilt die Kelchschale in magischen Ritualen als ein Gefäß mit magischen Kräften für das irdische wie auch für das geistige Leben. Wird im Rahmen einer Mannschaft aus einem Kelch getrunken, bezeichnet das die Zugehörigkeit einer Idee, der man sich gemeinsam verpflichtet fühlt. Die typische Fußballtrophäe ist ein großer Silberpokal in Form eines überdimensionalen Trinkgefäßes. Die Größe des Pokals ist aus dem alten England übernommen, dem Geburtsland des modernen Fußballs. Dort war es jahrhundertelang üblich, bei festlichen Banketten einen überaus großen Silberpokal herumzureichen. In dem „gewaltigen Liebespokal“ sieht Morris den Prototyp der heutigen Fußballpokale. Der erste Worldcup (Coupe Jules Rimet) hatte den Stil eines Kelchglases in der Figur einer geflügelten Liebesgöttin. In ihren erhobenen Händen hält sie ein Gefäß, welches den Liebesbecher symbolisiert.

## Im Schulsport
Das Schülerdarsein ist schwer und oft brauchen Kinder klare Richtlinien im Schulleben. Rituale können dabei helfen, Ordnung, Struktur (sowohl räumlich als auch zeitlich) und Transparenz in den Unterricht zu bringen. Allein die große Raumkapazität der Sportplätze, der Turn- und Schwimmhallen verlangt Orientierung und Ruhe, damit ein geordneter Unterricht überhaupt zustande kommen kann. Durch die symbolische Bedeutung werden sie von allen Beteiligten unmittelbar verstanden und schaffen damit Vertrautheit und Sicherheit bei den Schülern. Automatisierte Handlungen können den Schülern die Last nehmen, über Details nachzudenken, somit können sich die Schüler und die Lehrkraft leichter auf das Wesentliche konzentrieren. Werden die Rituale von den Schülern akzeptiert, werden sie auch auf wiederkehrende Art und Weise befolgt. Zudem müssen sie nicht ausgesprochen werden, wodurch erheblich an Zeit gewonnen wird. Als Beispiel könnte hier das alte Begrüßungsritual einer jeden Sporteinheit aus der DDR genannt werden, welches sich dahingehend äußert, dass die Schüler der Größe nach in einer Reihe vor dem Lehrenden stehen und der Lehrende den Unterricht mit folgenden Worten beginnt: „Wir beginnen die heutige Sportstunde mit einem einfachen ‚Sport‘ ...“ und die Schüler mit dem Wort „... frei“ antworten. Rituale können sich im Laufe der Zeit verändern oder ersetzt werden. Sie beziehen sich auf einzelne Klassenstufen und passen sich den jeweiligen Arbeitssituationen an.